# Whitney (Nevada)
Whitney és una concentració de població designada pel cens dels Estats Units a l'estat de Nevada. Segons el cens del 2000 tenia 18.273 habitants.

## Demografia
Segons el cens del 2000, Whitney tenia 18.273 habitants, 7.090 habitatges, i 4.505 famílies La densitat de població era de 941,66 habitants per km².
Dels 7.090 habitatges en un 28,7% hi vivien nens de menys de 18 anys, en un 42,8% hi vivien parelles casades, en un 14,2% dones solteres, i en un 36,5% no eren unitats familiars. En el 27,8% dels habitatges hi vivien persones soles el 6,9% de les quals corresponia a persones de 65 anys o més que vivien soles. El nombre mitjà de persones vivint en cada habitatge era de 2,57 i el nombre mitjà de persones que vivien en cada família era de 3,14.
Per edats la població es repartia de la següent manera: un 25,1% tenia menys de 18 anys, un 9,3% entre 18 i 24, un 31,3% entre 25 i 44, un 23,3% de 45 a 64 i un 11,0% 65 anys o més.
L'edat mediana era de 35,1 anys. Per cada 100 dones hi havia 104,76 homes. Per cada 100 dones de 18 o més anys hi havia 103,81 homes.
La renda mediana per habitatge era de 36.536 $ i la renda mediana per família de 41.504 $. Els homes tenien una renda mediana de 30.833 $ mentre que les dones 23.988 $. La renda per capita de la població era de 16.969 $. Aproximadament el 8,2% de les famílies i el 9,7% de la població estaven per davall del llindar de pobresa.

## Poblacions més properes
El següent diagrama mostra les poblacions més properes.